# Ан Шедийн
Луан Рут Шедийн (на английски: Luanne Ruth Schedeen), професионално известна като Ан Шедийн, е американска актриса.
Родена е в Портланд, Орегон, на 7 януари 1949 г.
Най-популярна е с ролята си на Кейт Танер в комедийния сериал „Алф“. В него е омъжена за Уили Танер, с когото имат 3 деца – Лин, Брайън и Ерик. Тя си спомня за сериала: „Повярвайте ми, на снимачната площадка беше безрадостно! Продукцията бе технически кошмар – изключително бавно, горещо и потискащо. Сцена с Алф отнемаше векове – 30-минутен епизод означаваше 25 часа снимки.“ Пол Фъско признава, че Шедийн е „абсолютен професионалист. И да не е харесвала „Алф“, преструвала се е добре.“ Актрисата обича екранните си деца, а Андреа Елсън (Лин) признава, че постоянно кисне в гримьорната ѝ. Ан има проблеми по-скоро с възрастните си колеги, някои от които имат „трудни характери“. „За мен е удивително, че „Алф“ се получи наистина чудесно и никой не разбра каква мъка бяха всъщност снимките!“ – обобщава тя.
Днес Ан Шедийн има собствен антикварен магазин, учи на занаята комедийни актьори и декорира домовете на приятели като Джордж Клуни.
От 1984 г. е омъжена за Кристофър Барет. Дъщеря ѝ Тейлър е родена през 1991 г.
През 2015 г. Шедийн става посланик на Holiday Heroes, българска организация с нестопанска цел, подпомагаща семейства в неравностойно положение.